# Jehonville
Jehonville (en wallon Tchonveye, prononcé sur place Tchonvîe) est une section de la ville belge de Bertrix située en Région wallonne dans la province de Luxembourg.
C'était une commune à part entière avant la fusion des communes de 1977.
Jehonville fusionna avec Milleumont sous le régime français.

## Étymologie
1139 Jusonville, 1214 Gysonville
Domaine rural de Geso, anthroponyme germanique (influencé par Jehan).

## Géographie

### Hameaux
L'ancienne commune de Jehonville comptait quelques petits villages ou hameaux : Acremont, Assenois, Blanche-Oreille, Glaumont et Sart.

## Démographie
- Source: INS recensements population

## Personnalités
Tout comme Paliseul et Bertrix, Jéhonville a abrité des parents de Verlaine. En témoignent la place Paul Verlaine à Jéhonville et, à Paliseul, une plaque sur une maison "Ici joua Paul Verlaine". À Bertrix, il a fondé un groupe "les Baudets de Bertrix".
Tchonveye : le village d'Offagne, situé à 3 km en direction de Fays-les-Veneurs, avait une rue appelée "voie de Tchonveye", rebaptisée rue du Baron-Poncelet.[réf. nécessaire]